# Мадонна с Младенцем на троне, святые Франциск и Винсент Феррер
«Мадонна с Младенцем на троне, святые Франциск и Винсент Феррер» (итал. Madonna con Bambino in trono) — картина, приписываемая кисти греко-венецианского художника Андреоса Рицоса (итальянизированное имя Андреа Рицо да Кандиа) из собрания Государственного Эрмитажа.
Картина написана темперой на деревянном щите, собранном из двух вертикально ориентированных кипарисовых досок и имеет размеры 180 × 169,5 см. Находится в собрании Государственного Эрмитажа, инвентарный № ГЭ-6663.
На картине в центре на золотом фоне изображена Богоматерь с младенцем-Христом на руках, сидящая на троне, украшенном изображениями лилий. На её голове корона, придерживаемая двумя ангелами. Над головой Мадонны имеется полустёртая греческая надпись: ΜΡ ΘV (Μαρία Θεοτόκου — Матерь Божья). Слева от Марии стоит св. Франциск Ассизский с жезлом-распятием в левой руке, справа — св. Винсент Феррер, держащий в руках раскрытую книгу с надписью на латинском языке из Откровения Иоанна Богослова (14: 7): Timet / edeus / tdat / elilicho / nores / guia / venit / horam / dicii / eius (Убойтесь Бога и воздайте ему славу, ибо наступил час Его). Возле головы Винсента Феррера помещена мандорла с изображением сидящего Иисуса Христа, он указывает на неё пальцем. На подоле рясы св. Франциска реставрационная заклейка неправильной трапециевидной формы. Справа на ступенях трона кем-то из прежних владельцев процарапано изображение парусника. Н. П. Лихачёв отмечает, что нимб младенца исполнен позднее нимба Богоматери, а на её короне заметны следы новой прорисовки.
Подобный иконографический тип, Мадонна с Младенцем в окружении святых, классифицируется как «Святое Собеседование»; этот тип оформился лишь в первой половине XV века, причём количество изображений святых варьируется: «изображение давалось вне реальной ситуации, без конкретной мотивировки, как нечто вневременное, вечное. Центральная фигура <…> могла быть выделена в размерах, что подчёркивало её главенство и значительность; боковые <…> — как равноценные».
Картина обрамлена в современную ей резную трёхарочную раму. Под рамой возле головы Мадонны находятся отдельные мазки краски, интерпретируемые как подбор художником палитры и проба колористических сочетаний. В нижней части рамы в круге расположен частично повреждённый герб заказчика картины Маттео да Медиа с мотивом «беличьего меха» в сохранившемся фрагменте, в двух кругах по бокам герба сокращённо вписано его имя: MTTV / DMO.
Ранняя история картины неизвестна. В начале XX века она находилась в собрании Н. П. Лихачёва. В 1913 году вся коллекция Лихачёва была выкуплена императором Николаем II для Русского музея. В 1923 году картина была передана в Эрмитаж. В описи собрания Лихачёва картина числилась как работа художника крито-венецианской школы XIV в. и была вписана под названием «Божья матерь с двумя святыми. Венеция XIV в.» и была приписана мастерской Стефано или Лоренцо Венециано. Лихачёв в своей работе об итало-греческой иконописи следующим образом аргументировал свою позицию о принадлежности картины именно крито-венецианской школе: «…произведения итало-греческой иконописи <…> характеризуются (не все, конечно, но большая часть) техникой, особенно заметной в изображениях Божьей Матери. Техника эта касается вырисовки ликов, так называемого „верхнего вохрения“, вырисовки одинаково чуждой как византийской, так и русской иконописи, так и итальянской живописи… Дело в том, что на итало-критских иконах верхний слой краски кладётся не мазками, и не жидкой плавью, а тончайшими параллельными чёрточками густой краски» . Там же Лихачёв отмечает, что «этот большой образ исполнен <…> наверное в Венеции и в мастерской, в которой рисовали католических святых <…> по всем правилам современной итальянской живописи».
Сначала Лихачёв прочитал имя заказчика как Маттео да Мазо (так он его назвал в описи своей коллекции), затем уточнил — Матвей де-Медио или Матео Медзо — он происходил из знатного венецианского рода. Впоследствии было установлено что он родился на Крите и умер в Кандии в 1510 году.
Установление имени автора и датировка картины заняли значительно больше времени. Вплоть до начала 1950-х годов картину относили к эпохе треченто. Кроме того, некоторые учёные отвергали её принадлежность к критской школе, считая работу исключительно венецианской и высказывая гипотезу, что её могли написать в мастерской Катарино и Донато Венециано в 1380-х годах. Подобная ошибочная датировка была связана с тем, что еще в собрании Лихачёва святой справа был идентифицирован как св. Доминик. С этим именем святой был описан в эрмитажном каталоге 1958 года, там же автором картины был назван Якобелло ди Бономо. В каталоге 1976 года святой был определён как Винсент Феррер, канонизированный лишь в 1455 году, но автором картины был обозначен неизвестный венецианский художник второй половины XIV века. В каталоге 1992 года автором записан неизвестный венецианский художник первой половины XV века — эта датировка представлялась более обоснованной: поскольку Винсент Феррер скончался в 1419 году, то его изображение с атрибутами святого до его канонизации возможно — подобные случаи в живописи встречаются, хоть и крайне редко — но вряд ли это могло быть при его жизни. Также как работа неизвестного венецианского художника первой половины XV века картина демонстрировалась в 1989 году на выставке «Итальянская живопись XIII—XV веков» .
Впервые имя Андреоса Рицоса (Андреа Рицо да Кандиа) как возможного автора картины было названо в 1972 году: из греков он «наиболее францисканский художник» . В 1986 году был произведён сравнительный анализ эрмитажной доски с другой предполагаемой работой Рицоса из музея Бенаки в Афинах (117 × 52 см; инв № ΓΕ 21783). На картине из Афин почти полностью повторена центральная часть работы из Эрмитажа, включая трон. Было установлено, что на картине из афинского музея «итальянские элементы в решении фигур, моделировки инкарната, пластической разработке тканей <…> заставляют полагать, что критский мастер выполнил эту работу для одной из католических церквей на острове во второй половине XV в.».
Ещё раньше, в 1933 году, имя Рицоса было связано с иконой из собрания музея Коррер в Венеции, которая в значительной степени совпадает с центральной фигурой Мадонны из Эрмитажа. Она в музее датируется периодом 1400—1410 годов и числится работой критско-венецианского художника (дерево, темпера; 61 × 48 см; инв. № Cl. I n. 1892).
Другая близкая работа в 1920-х годах находилась в коллекции Й. Ф. Виллумсена в Копенгагене и там датировалась 1325 годом. И, наконец, подобная композиция в ноябре 1991 года была выставлена на торги в аукционном доме «Сотбис». Высказывалось мнение, что икона из музея Коррер является повторением эрмитажной картины, а икона из собрания Виллумсена является вторичной уже по отношению к работе из музея Коррер. Однако в Эрмитаже считают наоборот, что произведения из музея Коррер и из собрания Виллумсена «предваряют, а не повторяют» центральную фигуру эрмитажной доски.
Основываясь на этих данных, Т. К. Кустодиева отмечает стабильность иконографии подобного изображения Мадонны, а также на то, что иконы этого типа приписываются мастерской Андреаса Рицоса, либо его сыну Николаю, который также был иконописцем. Кроме того, Кустодиева говорит что поскольку заказчиком работы «был венецианец, в иконе совмещены две тенденции — „греческая“ (Мария с Иисусом) и „латинская“ (фигуры святых; трон готической формы)» . На подписной работе Рицоса «Мадонна с Младенцем и двумя святыми» из монастыря Иоанна Богослова на Патмосе воспроизведён точно такой же трон, только его украшает не 6 лилий, а 8.
Начиная с каталога 2011 года картина в Эрмитаже атрибутируется Андреа Рицо да Кандиа со знаком вопроса и датируется 2-й половиной XV века.